# Лаку-луй-Бабан
Лаку-луй-Бабан (рум. Lacu lui Baban) — село у повіті Вранча в Румунії. Входить до складу комуни Гура-Каліцей.
Село розташоване на відстані 146 км на північний схід від Бухареста, 19 км на південний захід від Фокшан, 84 км на захід від Галаца, 106 км на схід від Брашова.

## Населення
За даними перепису населення 2002 року у селі проживали 475 осіб, усі — румуни. Усі жителі села рідною мовою назвали румунську.